# برندان هیوود
برندان هیوود (انگلیسی: Brendan Haywood؛ زادهٔ ۲۷ نوامبر ۱۹۷۹) بازیکن بسکتبال اهل ایالات متحده آمریکا است.
از باشگاه‌هایی که در آن بازی کرده‌است می‌توان به شارلوت هورنتس، دالاس ماوریکس، و واشینگتن ویزاردز اشاره کرد.
وی در مسابقات کشوری و بین‌المللی در مجموع برندهٔ ۱ مدال طلا شده‌است.